# Phelsuma dubia
Phelsuma dubia (Boettger, 1881) è un piccolo sauro della famiglia Gekkonidae, diffuso in Madagascar e nelle aree costiere dell'Africa orientale.

## Descrizione
È un geco di media taglia, che può raggiungere la lunghezza di 16 cm.

## Biologia
È una specie ovipara. La femmina depone due uova per ogni covata, in genere sugli alberi, ad altezze di oltre 2 m dal terreno; dopo un singolo accoppiamento possono aversi sino a sei covate.

## Distribuzione e habitat
La specie è originaria del Madagascar ove è distribuita frammentariamente nelle aree costiere nord-occidentali, compresa l'isola di Nosy Be (segnalazioni sul versante orientale dell'isola sono verosimilmente da riferire alla congenere Phelsuma ravenala). A seguito di verosimile introduzione da parte dell'uomo il suo areale si è esteso alle aree costiere di Kenya e Tanzania (compresa l'isola di Zanzibar), all'isola di Mozambico e alle isole Comore.
Popola le aree di foresta decidua secca e i margini della foresta umida, ma è comune anche in aree antropizzate (abitazioni, giardini, coltivazioni di palme e banani).

## Conservazione
La IUCN Red List classifica P. dubia come specie a basso rischio (Least Concern).
La specie è inserita nella Appendice II della Convention on International Trade of Endangered Species (CITES).